# 破壞獸
《破壞獸》是日本漫畫家本田真吾創作的科幻恐怖漫畫，在《月刊少年Champion》上連載，故事描述巨型怪物突然襲擊日本導致的連串災難。第一部自2010年4月連載至2014年完結，第二部自2015年連載至2017年完結，兩部合計82話，單行本21集。

## 宣傳
2012年6月為宣傳恐怖片《變化（へんげ）》發行DVD和BD，導演大畑創、田口清隆也特別替破壞獸第7卷做了兩分鐘PV。

## 迴響
漫畫總銷量超過100萬冊。
動畫新聞網的評論者對這部作品的設計概念和藝術表現方面表示讚許，但批評故事情節欠缺創意和獨特性Manga News的小岩井給出類似評價，稱讚美術風格並批評劇情太過平庸。